# Kax He
Kax He (kinesiska: 喀什河) är ett vattendrag i Kina. Det ligger i den autonoma regionen Xinjiang, i den nordvästra delen av landet, omkring 470 kilometer väster om regionhuvudstaden Ürümqi.
Genomsnittlig årsnederbörd är 410 millimeter. Den regnigaste månaden är juni, med i genomsnitt 53 mm nederbörd, och den torraste är mars, med 11 mm nederbörd.